# Lithocarpus rosthornii
Lithocarpus rosthornii (Schottky) Barnett – gatunek roślin z rodziny bukowatych (Fagaceae Dumort.). Występuje naturalnie w Chinach – w prowincjach Guangdong, Kuejczou (na północnym wschodzie), Hunan i Syczuan (w południowo-wschodniej części), a także w regionie autonomicznym Kuangsi. 

## Morfologia
PokrójZimozielone drzewo dorastające do 10–15 m wysokości.
LiścieBlaszka liściowa nieco skórzasta i ma kształt od lancetowatego do odwrotnie jajowato eliptycznego. Mierzy 12–30 cm długości oraz 4–10 cm szerokości, jest całobrzega, ma klinową nasadę i ogoniasty wierzchołek. Ogonek liściowy jest nagi i ma 10–20 mm długości.
OwoceOrzechy o kulistym kształcie, dorastają do 14–20 mm długości i 28 mm średnicy. Osadzone są pojedynczo w miseczkach w kształcie kubka, które mierzą 10–16 mm długości i 20–30 mm średnicy. Orzechy otulone są w miseczkach do 50–75% ich długości.

## Biologia i ekologia
Rośnie w lasach mieszanych. Występuje na wysokości do 900 m n.p.m. Kwitnie i owocuje od sierpnia do października.